# Химна Вануатуа
Ми, ми, ми (бис. Yumi, Yumi, Yumi) је химна Вануатуа. 

## Текст
| Хор: Yumi, Yumi, Yumi i glat blong talem se, Yumi, Yumi, Yumi i man blong Vanuatu! God i givim ples ya long yumi, Yumi glat tumas long hem, Yumi strong mo yumi fri long hem, Yumi brata evriwan! Хор Plante fasin blong bifo i stap, Plante fasin blong tedei, Be yumi i olsem wan nomo, Hemia fasin blong yumi! Хор Yumi save plante wok i stap, Long ol aelan blong yumi, God i helpem yumi evriwan, Hem i papa blong yumi, Хор | Рефрен: Ми, ми, ми смо срећни да објавимо Ми, ми, ми смо народ Вануатуа! Бог нам је дао ову земљу; Која нам даје разлоге за уживање. Ми смо јаки, ми смо слободни у својој земљи; Ми смо сви браћа. Рефрен Имамо велику традицију И наћи ћемо нове путеве. Сада ћемо бити један народ, Уједињени смо заувек. Рефрен Знамо да има пуно посла На нашим острвима. Боже, наш оче, помози нам! Рефрен |